# Slovenia ai Giochi della XXVI Olimpiade
La Slovenia partecipò ai Giochi della XXVI Olimpiade, svoltisi ad Atlanta, Stati Uniti, dal 19 luglio al 4 agosto 1996, con una delegazione di 37 atleti impegnati in otto discipline.

## Medaglie

### Medagliere per discipline
| Sport            | Oro | Argento | Bronzo | Totale |
| ---------------- | --- | ------- | ------ | ------ |
| Atletica leggera | 0   | 1       | 0      | 1      |
| Canoa            | 0   | 1       | 0      | 1      |
| Totale           | 0   | 2       | 0      | 2      |

### Medaglie d'argento
| Medaglia | Nome            | Sport            | Evento             |
| -------- | --------------- | ---------------- | ------------------ |
| Argento  | Brigita Bukovec | Atletica leggera | 100 metri ostacoli |
| Argento  | Andraž Vehovar  | Canoa            | Slalom K1          |

## Delegazione
| Sport            | Uomini | Donne | Totale |
| ---------------- | ------ | ----- | ------ |
| Atletica leggera | 3      | 7     | 10     |
| Canoa/Kayak      | 5      | 0     | 5      |
| Canottaggio      | 7      | 0     | 7      |
| Ciclismo         | 1      | 0     | 1      |
| Nuoto            | 3      | 2     | 5      |
| Tiro             | 1      | 0     | 1      |
| Tiro con l'arco  | 3      | 0     | 3      |
| Vela             | 2      | 3     | 5      |
| Totale           | 25     | 12    | 37     |